# Église Notre-Dame-de-Tous-les-Saints d'Entremont
L'église Notre-Dame-de-Tous-les-Saints d'Entremont est une église catholique française, située dans le département de la Haute-Savoie, dans la commune d'Entremont.

## Géographie
L'église se trouve à 500 m du chef-lieu, sur la rive gauche du Borne, à proximité d'un pont (le pont-sud) qui était le seul existant en 1730 (selon la Mappe sarde), le long du CD 12 reliant Saint-Pierre-en-Faucigny à Saint-Jean-de-Sixt.
Elle est quelque peu dissimulée par une importante bâtisse restaurée en 1998, crépie à la chaux dans les tons ocre et dont les encadrements de fenêtres sont mis en relief dans le respect du style néoclassique de l'époque, que l'on qualifie de Sarde et qui témoigne de la présence de l'abbaye.

## Histoire

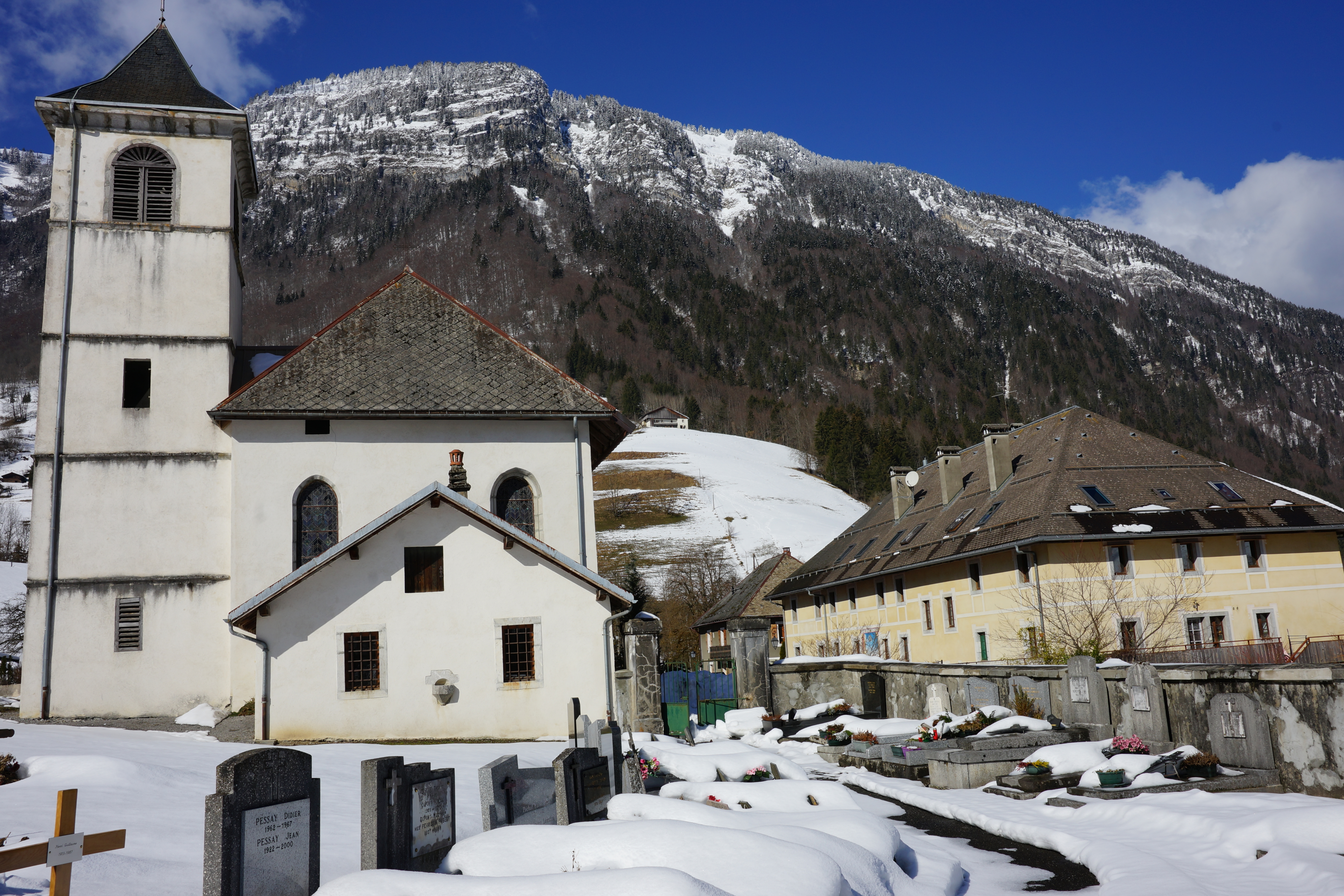
Église Notre-Dame-de-Tous-les-Saints et l'abbaye.

À l'origine, en 1115,  les moines défricheurs de l'abbaye d'Abondance établissent une communauté dans la vallée d'Entremont, un prieuré. Donc dès le XIIe siècle l'église est dédiée à Notre Dame de l'Assomption.
Dès son édification l’église de l'abbaye assura le service paroissial comme en témoigne la visite pastorale de 1445 : « Et propter hec (visitador) visitationi abbatie supersedit, et solum de pressenti  ad visitionem ecclesie parrochialis que in ipso monasterio extradur […] ».
Ayant collecté un certain nombre de reliques enchâssées dans une statue mariale, elle se place sous le vocable de Notre-Dame-de-Tous-les-saints. Les reliques appartiendraient à des saints dont André, Augustin, Barthélemy, Blaise, Clair, Étienne, Félix, Guérin, Laurent, Maurice, Grégoire et sainte Marie-Madeleine,. La statue faisait l'objet d'un pèlerinage depuis le XVIe siècle.
L'église primitive était de construction romane comme en témoigne le plein-cintre des fenêtres, mais la voûte et le toit furent victimes des intempéries. En 1411, Jean de Bertrand, évêque de Genève, en visite à l'abbaye prescrivait des travaux en l'église.
L'abbaye disait aussi posséder une « ampoule du lait de la Vierge » vénérée par les femmes de la vallée qui venaient prier « Notre Dame de tous les seins ».
L'église fut remaniée au XVe siècle. En 1680, l'abbé Marc-Antoine de Granery, arrivé à Entremont en 1645, entreprit d'énormes travaux. L'année 1723 vit de nouvelles modifications. Les peintures intérieures furent restaurées en 1890 et en 1920.

## Description

### Éléments architecturaux extérieurs

#### Le clocher
Le clocher se situe à droite de l'église latéralement à celle-ci. Il date du XVIIe siècle et fut rehaussé en 1766 par Capellini. De forme carrée Il se compose de quatre corniches de granit séparant la construction qui comporte cinq parties au total.
Le clocher abrite deux cloches, l'une fut bénie le 8 octobre 1607 par François de Sales, alors en visite en l'abbaye, elle est consacrée à la protection des orages, des tempêtes et de la grêle, elle porte le nom de Thomas Pobel, bonnevillois, évêque de saint-Paul-Trois-Châteaux, abbé d'Entremont de 1595 à 1605, fils du premier président du Sénat de Savoie,.
Cette cloche porte l'inscription : « 1607 Reverendissimus Thomas Pobel, Eps S. P. abbas intermontium. A fulgure et tempestate libera nos, Domine. Sit nomen Domini benedictum. Sancta Maria ora pro nobis ». (1607. Le Révérendissime Thomas Pobel, évêque de Saint-Paul (trois châteaux), abbé d'Entremont. « De la foudre et de la tempête, délivrez-nous Seigneur. Que le nom du Seigneur soit béni. Sainte Marie priez pour nous. »)
La cloche est décorée de six bas-reliefs représentant : la vierge avec l'enfant ; le Christ ressuscité ; Sain-Pierre ; Saint-Paul et un chevalier avec bouclier et une femme qui sont peut-être le parrain et la marraine.
La seconde cloche date de 1852 et porte l'inscription :

« Laudate Dominum in cymbalis bene sonontibus.Rev. Jacques Baud, curé. Parrain : M. Cholex Dominique. Marraine : Melle Maistre Françoise-Marie.

Dociles à ma voix, accourez chaque jour

Dire à Dieu vos besoins, vos peines, votre amour.

Mes chants tristes ou gais réuniront des frères

Et porteront aux cieux leurs vœux et leurs prières »

Le bas-relief représente le Christ en croix et la Vierge avec l'Enfant Jésus.

#### La façade
Gardée dans un style voulu par l'abbé de Granery. Elle est ornée d'une grande fresque en trompe-l’œil aux teintes ocre, rose et bleu. Les restaurations datent de 1890 et 1987.
En haut sont figurées les armes de Marc-Antoine de Granery, piémontais d'origine et principal restaurateur de l'église qui se libellent ainsi :« D'Azur; à la fasce accompagnée en chef de trois tours et en pointe de trois épis de blé arrachés, le tout d'or » (« Un château crénelé de trois tours au-dessus de trois épis, surmonté de la couronne ducale (son titre en tant que seigneur d'Entremont), de la crosse et de la mitre (son titre en tant qu'abbé) »
À gauche est figuré le blason de saint François de Sales qui, curieusement, comporte trois bandes (une erreur de restauration).
À droite, Les armes du pape Léon XIII ont remplacé, à l'occasion de la restauration de 1890, celles du pape Innocent XI qui ornaient à l'origine la façade.
En fait, les seuls éléments propres à la restauration de Granery, outre les teintes des fresques, sont la grande fenêtre en arc brisé ornée d'un lobe et le portail à doubles voussures toriques.

#### L'auvent
L'auvent repose sur deux simples colonnes de calcaire dont le chapiteau est en bois et fait partie de la couverture de l'auvent. Cette symbolique voulue par l'abbé de Granery se veut une séparation entre le monde profane et le monde sacré dans lequel nous entrons. Ce jeu de perspective à but spirituel permet aussi de protéger la niche de la Sainte-Vierge, patronne de la commune.

#### La porte
La porte date de 1723. Elle est installée dans un portail à deux voussures en arc brisé, le vantail de gauche porte la trace d'un fer de mulet et porte l'inscription « Haec Nota in Antiqua erat, i,g,c,r 1723 » (Voir section la section « Fer à mulet », ci-après),,.

### Intérieur

#### Nef, chœur et transept
L'église est droite et d'un seul vaisseau. La voûte de la nef fut remplacée par un plafond orné de rinceaux en 1680, ce qui amena l'abbé de Granery à intenter un procès aux « communiers » (paroissiens) réticents à participer à la remise en état de la nef.
On distingue aisément cette nef plafonnée, destinée aux fidèles, séparée du chœur des chanoines par un imposant arc brisé. Le chœur est divisé en deux travées successives voûtées sur croisées d'ogives.
Cette nef à deux travées ne possède pas de transept, elle est à chevet droit. Son plafond est orné des symboles des vertus théologales : à gauche la croix qui symbolise la Foi, à droite l'ancre qui symbolise l'Espérance et vers le chœur, un cœur entouré d'une couronne d'épines qui symbolise la Charité. Un dernier symbole en direction de la tribune représente l'Alpha et l'Oméga, soit l'image de Dieu, il est ceint de deux livres figurant l'Ancien et le Nouveau Testament
Selon Raymond Oursel, le chœur était à l’origine  voûté « de trois bonnets gothiques en croisée d’ogive », dont le premier supportait le clocher, qui dominait donc le centre de l’édifice et se concluait par un «arrière-chœur » ou sanctuaire de plan polygonal, soit « demi-hexagone de trois lunettes gothiques, ayant extérieurement quatre piliers butants de pierre taillées ».
La voûte du chœur fut remplacée par la voûte d’arêtes encore existante, conçue par l’ingénieur faucignerand Amaudruz.
La nef a été plafonnée, l’arcade de communication entre elle et le chœur porte, gravée, la date de 1780 : elle remplace, depuis la sécularisation, le mur qui séparait la nef paroissiale du chœur monastique.

#### Autels latéraux

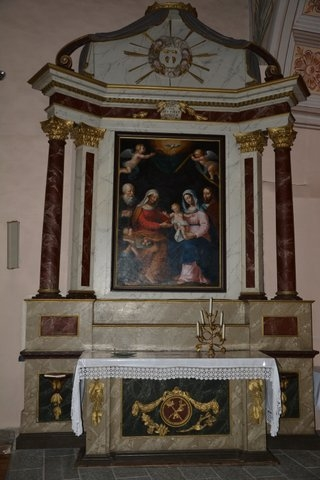
l'autel de la Sainte Famille.

Du style néoclassique, en bois peint imitant le marbre brun, noir et blanc.
À gauche, l'autel de la Sainte Famille est dédié à saint-Joseph et à la Providence Divine. Le Registre supérieur est peint de deux yeux et deux oreilles symbolisant l’omniprésence de Dieu.
Le tableau central figure « La Présentation de la Sainte Famille », Marie semble tendre l'Enfant Jésus à sainte Anne derrière laquelle se trouve Syméon. Cette peinture fut exécutée vers 1680, elle est proche de l'école de Lorenzo Lotto. Ce tableau semble antérieur à la construction du retable.
Un cartouche porte l'inscription : « Beatus vir quit timet Dominum » (« Heureux qui craint le Seigneur »).
Cette œuvre fut classée à l'inventaire des objets de la base Palissy, le 12 novembre 1974.

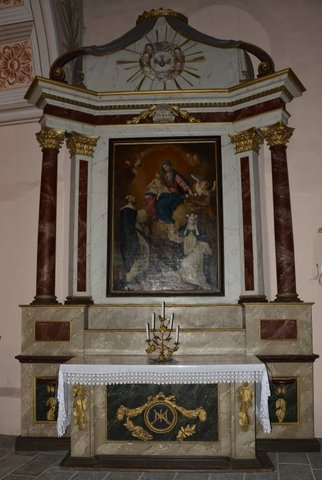
l'autel du Rosaire.

À droite, se trouve l'autel du Rosaire, le cartouche est orné d'une colombe dans une gloire. Le tableau central représente La Vierge assise, l'Enfant sur ses genoux, remettant le Rosaire à saint Dominique, un lys à ses pieds et accompagné de son chien assis tenant une torche dans sa gueule. 
À la droite du tableau sainte Catherine de Sienne se tourne vers le spectateur comme pour le prendre à témoin de l’événement.
Le maniérisme de la composition semble le situer tout à la fin du XVIIe siècle, de l'école espagnole.
Le retable du Rosaire fait pendant au retable de la Sainte Famille dont il reprend la structure. Les deux retables font partie des grands travaux de restauration et d'embellissement de l'abbaye entrepris vers 1680 sous l'abbatiat de l'abbé de Granery. Louis Réau remarque que l'association entre Sainte Catherine et Saint Dominique dans la représentation du Rosaire apparaît en 1685 à l'église Sainte-Sabine de Rome sur un tableau  de Sassoferrato et à Palerme dans la chapelle de l'oratoire du Rosaire dans une œuvre de Van Dyck. Le tableau d'Entremont entre donc dans cette iconographie nouvelle du saint observée à la même époque à Rome et à Palerme.
Cette œuvre fut classée à l'inventaire des objets de la base Palissy, le 21 mars 1995.

#### Retable

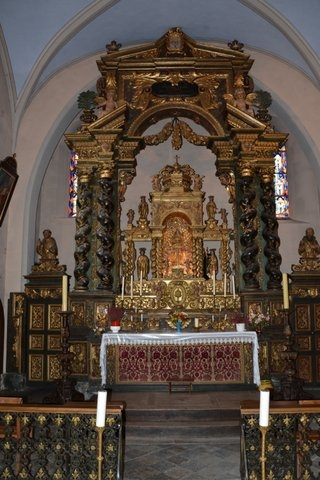
Vue du grand retable.

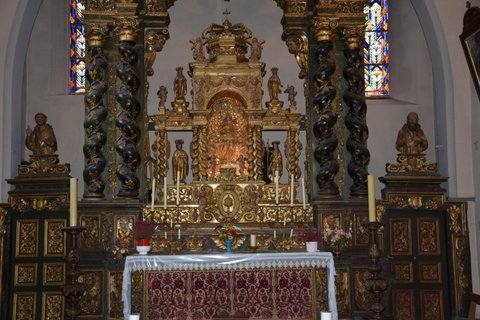
Vue du petit retable.

L'Art du retable se situe, en Haute-Savoie entre 1650 et 1770. La majeure partie de ceux-ci furent édifiés par des artistes venus du Valsesia en piémont.
Le porche franchi, le regard est accaparé par un retable dont les dimensions sont disproportionnées par rapport à l'ensemble de l'édifice. C'est certainement le plus bel héritage qu'a laissé Marc-Antoine de Granery, l'Art baroque savoyard, en milieu rural y est surprenant.
Le grand maître-autel fut construit de 1680 à 1685. Il s'agit en fait d'un double retable. L'abbé de Granery désirant donner plus d'ampleur fit exécuter un second retable au-dessus du premier.
- Le premier retable comprend l'autel, les gradins et le tabernacle couronné d'un arc triomphal dédié à Notre-Dame-de-l'Assomption. Le ciborium est clos par une porte ovale sculptée d'un « ciboire magistral »[17].

Une niche soutenue par quatre colonnes torses est ornée d'une sculpture de La Vierge, en bas-relief, sur fond d'or martelé imitant la soie brodée. Quatre anges se trouvent autour d'elle, deux la couronnent comme le veut l'iconographie de l'Assomption.
De chaque côté on trouve les représentations, à gauche, de saint Joseph avec son bâton de berger, à droite de Saint Jean-Baptiste avec son mouton. Au-dessus sont figurés, à gauche, Sainte Catherine, reconnaissable à sa roue, et à droite, Sainte Apolline. Ce premier retable est entièrement doré.
- Le deuxième retable, plus imposant, et voulu afin de mettre plus en valeur le premier, se compose d'un grand portique soutenu de chaque côté par deux colonnes torses du style Le Bernin noires couvertes de branches de gui doré, se terminant par des chapiteaux composites.

Les colonnes « vissent » et « dévissent » (trait de l'art baroque) : les prières montent au ciel, les grâces divines en descendent. Les architectes étaient de la ville de Biella en piémont tout comme l'abbé de Granery.
Surplombant l'ensemble, un fronton triangulaire « interrompu » ; il est surmonté d'un couronnement à deux étages rectangulaires. Le premier comporte un cartouche où est inscrit : Deo Maximo et Dei parae Virgini Assumptae abbas Marcus Antonius Granerius ANNO MDCXXXV (« Au Dieu très grand et à la Vierge de l'Assomption sa mère, l'abbé Marc-Antoine de Granery, An 1685 ».), le second est orné du blason de de Granery et de sa devise Ut Seres Metes (« Tu récoltes ce que tu sèmes »).
Le retable est orné de 49 têtes d'anges, de deux bustes : celui de Saint-Ruf à gauche et celui de saint François de Sales à droite. Deux grands chandeliers de style renaissance, aux armes de de Granery, parachèvent l'ensemble. Cet objet mobilier est classé monument historique dans la base Palissy, base de données sur le patrimoine mobilier français du ministère français de la Culture.
Les dimensions totales du retable sont de 8,00 m de hauteur et de 7,44 m de largeur, l'arc de triomphe a une largeur de 4,93 m, les 80 cm d'épaisseur dissimulent l'accès à la sacristie.

##### Restaurations
Il est à noter que la structure du retable a été réalisée en bois de résineux alors que la statuaire est réalisée en feuillus, elle repose sur des soubassements en pierre de taille qui s’élèvent jusqu'au niveau de l'autel. Cette maçonnerie a été conçue avec un passage central pour accéder par l'arrière à l'antependium et à l'emmarchement. Le retable n'est pas adossé au mur du fond de l'église mais il en est éloigné de près de deux mètres, quatre tirants de fer le retiennent au mur et des poutres de renforts ont été ajoutées.
- 1769: restauration des carnations roses, du faux marbre sur les soubassements et les pilastres.
- 1890 : pose de bronzine sur les dorures, pose de vernis sur les faux marbres, réfection de trois chapiteaux des grandes colonnes.
- 1920 : dorure et réfection des carnations, reprise des moulures sous les deux bustes, réfection de la première colonne dextre et de son chapiteau.
- 1950-60 : réfection des dorures.
- 1989 : démontage et restauration de tous les reliefs.
- 2018 (septembre-octobre) : restauration effectuée par l' « Atelier de restauration CREN », dépoussiérage, traitement des éléments métalliques oxydés, consolidation et recollement d'éléments, désinsectisation (perméthrine (xylores-antares), reprise des dorures, refixage de la couche picturale, réintégrations des zones lacunaires sur les dorures et les faux marbres, protection des polychromies et des dorures par microcristalline (Cosmolloid H80)[20].

Cette restauration fut rendue possible grâce à la participation de la Direction régionale des Affaires culturelles – Lyon, la Fondation du Patrimoine, le soutien de la Fondation Bettencourt-Schueller, de l'Unité départementale de l'architecture et du patrimoine - 74, des donateurs par le biais de la souscription lancée par la Fondation du Patrimoine et par la souscription de la population.
La commune a reçu le prix « Aurhalpin du Patrimoine » de l’association Patrimoine Aurhalpin (Fédération régionale des acteurs du Patrimoine d’Auvergne-Rhône-Alpes), en juin 2019.

### Trésor de Notre-Dame-de-Tous-les-Saints

#### Les stalles

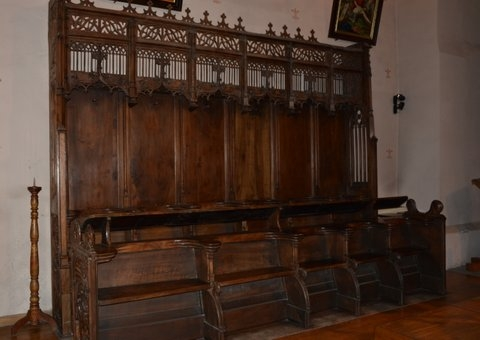
Vue des stalles de gauche.

Les stalles datent de la fin du XVe siècle, du  style flamboyant. Exécutées avec une grande finesse, elles sont l'œuvre avec les flammèches et la guipure de Compagnons, ils ont en effet laissé leurs marques sur la stalle de gauche : « Un panier contenant un compas et une équerre », on leur alloue également le confessionnal de la sacristie.
Les stalles sont ornées de panneaux sculptés de personnages allégoriques. Un blason permet de les dater du temps de Philippe de Luxembourg (1486-1519). L'un des panneaux représente aux côtés de saint Jean et de saint Mathieu les donateurs sur un fond de coquille évoquant les pèlerins.
Les panneaux latéraux représentent saint Jean l’Évangéliste portant un calice d'où sort un serpent, saint Jean Baptiste et son mouton et saint Étienne portant sa palme.

#### Le mobilier
Tout le mobilier de l'église est de style baroque, on peut considérer qu'il est l'héritage de l'abbé de Granery : le grand Christ en croix, taillé dans la masse, trônant dans la nef (bois polychrome et doré), le chemin de croix rythmant la nef, l'autel à huit pieds en forme de colonnes spiralées (du genre Le Bernin), le Christ processionnel lui aussi taillé dans la masse placé dans le chœur.

#### Les Fonts baptismaux

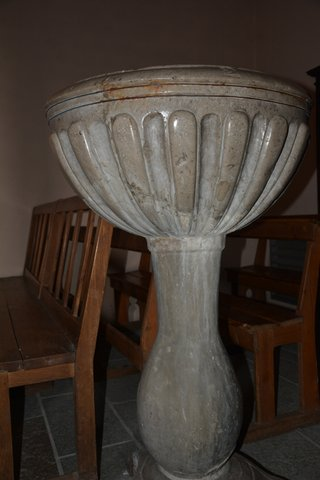
Le bénitier, en granit.

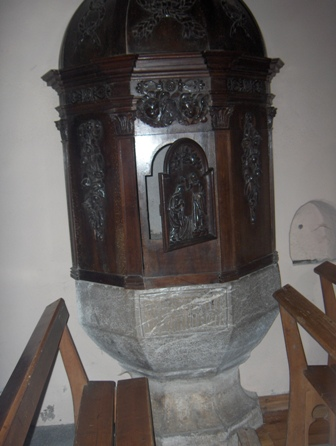
Les Fonts baptismaux

La cuve, creusée dans un monobloc de granit, est à trois pans moulurés et surmontée d'un meuble également à trois pans avec bas-reliefs.Un cartouche gravé d'onciales gothiques porte le nom du donateur, J. Gaillard, et la date 1503.
Le meuble surmontant les fonts baptismaux  est en chêne sculpté représentant le baptême du Christ, le dôme supporte la statuette de saint Jean Baptiste, il date du début du XIXe siècle.
Ces fonts baptismaux furent classés à l'inventaire des objets de la base Palissy, le 26 novembre 1993.
En face, le bénitier, en forme de vaisseau date de 1628.

#### La châsse
L'église possède un reliquaire en forme de châsse de la fin XIIe siècle, classé par arrêté du 28 juillet 1904 au titre "objet". L'"objet" aurait été réalisé dans l'atelier d'orfèvrerie de l'abbaye de Saint-Maurice d'Agaune, située en Valais, "abbaye-mère" d'Entremont. Il s'agit d'une cassette en bois dont la partie extérieure est plaquée de lames d'argent et de vermeil, dans le style byzantin. L'ensemble a la forme d'une maison.
Sur toutes les faces sont gravées en relief des scènes et figurines. Autour du Christ en croix on y voit les douze apôtres, en pourtour, leurs noms sont inscrits dans les bandeaux  qui font office d'auréole. Les rampants du couvercle représentent deux pages de l’Évangile : les "trois Saintes Femmes" se rendant au tombeau du Christ, représenté par une châsse à arcature sur laquelle veille un ange et la Résurrection de Jésus. Ces figurines entourent donc une croix lisse et la crucifixion du christ, entouré de sa mère nimbée et de Joseph d'Arimathie. La gravure est particulièrement fine comme en témoignent les cottes de mailles des soldats romains.
Elle fut restaurée au XVIIe siècle.

#### Autres objets du Trésor

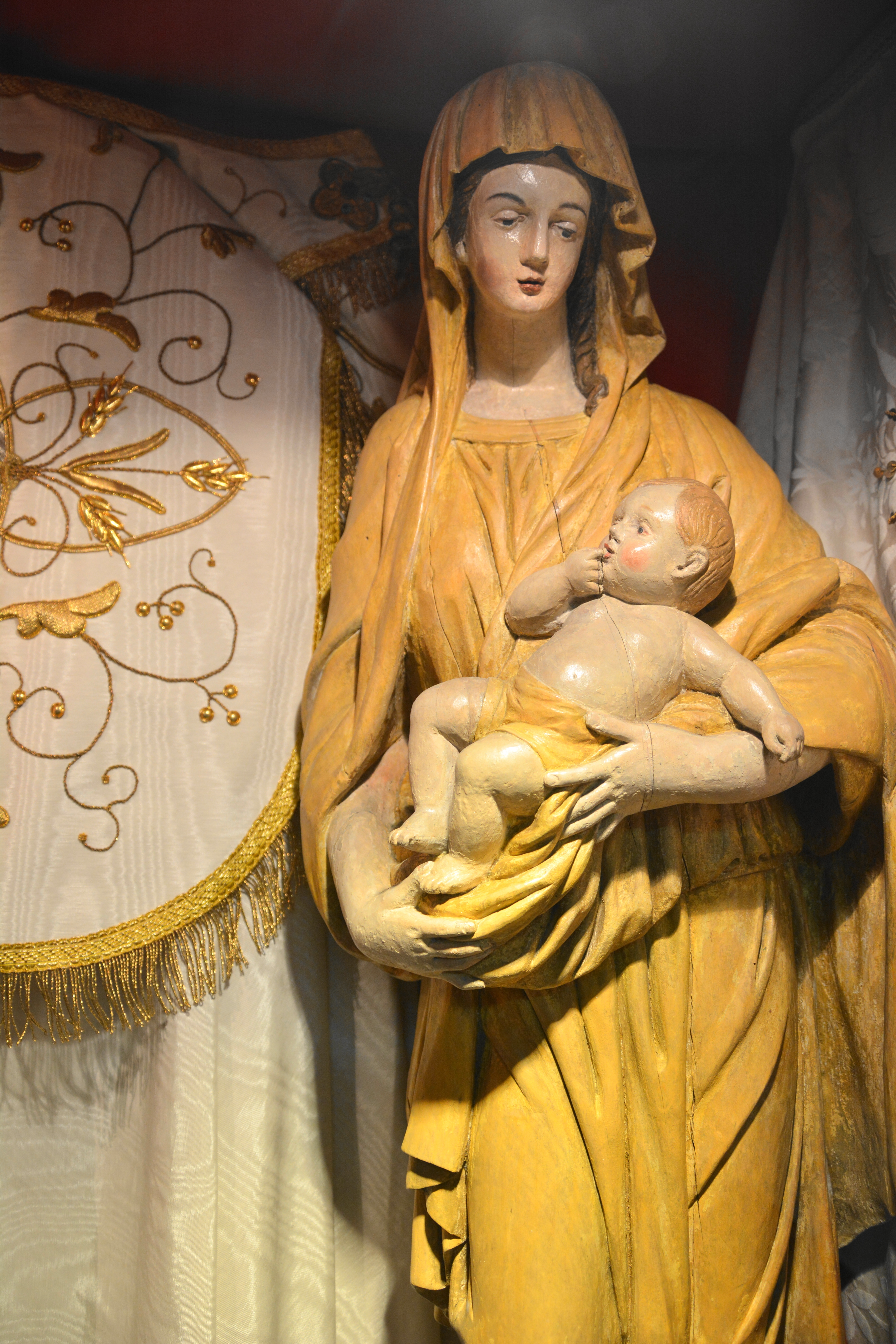
Statue de Notre Dame de la Gorge portant dans ses bras l'enfant Jésus.

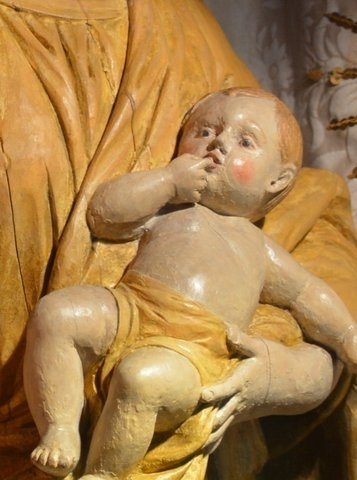
Détail de la statue de Notre Dame de la Gorge, l'enfant Jésus suçant son index droit.

De nombreux objets sont protégés au titre classé: " Objets des Monuments historiques".
Un bras-reliquaire du XIIIe siècle en bois garni de lames d'argent et de vermeil, incrusté de turquoises, sanguinaires et cristal de roche poli, il porte les reliques de saint Clair et saint Étienne. Deux autres bras de bois polychrome doré du XVe siècle contiennent les reliques de saint Maurice et saint Guérin.
Particulièrement émouvante, la Vierge reliquaire du XVIe siècle : Notre Dame de l'Assomption, statuette en bois doré qui contenait une fiole dite « ampoule du lait de la vierge » visible au travers d'une lucarne de verre. Cette Vierge a été longtemps l'objet d'un pèlerinage. Le Pape Pie IX accorda, en 1855, une indulgence plénière aux visiteurs du 15 août.
Notre Dame de la Gorge portant dans ses bras l'enfant Jésus suçant son index droit est d'une rare finesse au niveau de son visage et dans la représentation de « l'Enfant Jésus ». Ce bois polychrome doré mesurant 84 cm qui date du XIVe siècle fut restauré en 1998. (Au XVe siècle Antonio Rossellino et Fra Filippo Lippi immortalisèrent cette attitude dans leurs tableaux.)
Une statue de Notre Dame du Bon Accueil du XVe siècle, deux bustes polychromes dorés, les bras en croix du XVIe siècle et deux reliquaires en forme d'ostensoir.
Aux armoiries de l'abbé de Granery : un ostensoir orné d'un rubis, un calice en argent et vermeil, une chape paramentique de soie moirée écrue, brodée de fils d'or et d'argent sur fond de velours rouge, une châsse dite de sainte Colombe, en bois doré, finement ciselée, tapissée de soie rouge.
« Un ensemble d’orfèvrerie remarquable moins par la quantité (pourtant non négligeable) que par la qualité et l'ancienneté des pièces (…) qui ne déparerait pas le trésor d'une cathédrale gothique ».

## Pèlerinage
La présence d'une Vierge en bois polychrome et doré (XVIe siècle), associée au prestige des différents reliquaires, fait l'objet d'un pèlerinage depuis le XVIe siècle. Le pèlerinage est toutefois qualifié de « généraliste », puisque l'on parle « tantôt de pèlerinage à N.-D. de tous les saints et tantôt aux reliques des saints ou à tous les saints ».
Il se déroule entre le 15 août et le 8 septembre. Les fidèles sont originaires des huit paroisses des environs de la vallée du Borne,, Faucigny, Val d'Arly et Vallée de Thônes.

## Usages et coutumes de la paroisse
Malgré le refus du curé Jacques Baud de répondre à la lettre de Mgr Rendu lors de son enquête de 1845, il est aisé de déduire les mœurs et coutumes de la paroisse en tenant compte des divers documents diocésains relatifs à la vallée du Borne.
En fait il n’est pas connu un grand nombre d’usages particuliers, nous pouvons, malgré tout, lire : « Je ne connois pas un grand nombre d’usages particuliers. Depuis vingt à vingt-cinq ans, le costume des personnes du sexe est presqu’entièrement changé. Autres fois il y avoit beaucoup plus de simplicité, de modestie et d’économie dans leurs habillements et surtout dans leur coiffures, qu’aujourd’hui… »
Il est à constater que les hommes parmi lesquels beaucoup d’enfants de Familles, se sont mis à fréquenter les « cabarets » ; ces désordres impliquent un grand nombre de familles, qui autrefois  étaient aisées et même de petite fortune, ont été réduites dans un état d’indigence et de misère.
La détresse dans laquelle les « Familles » tombèrent, occasionnèrent de nombreuses immigrations. Les plus importantes eurent lieu en « France » (Lyon, Besançon, mais aussi à Paris).
Cependant, la vallée du Borne voit sa population augmenter :
«…Parce que les garçons et les filles, dès l’âge de 19  à 20 ans pensent à se marier, et qu’il y a peu de veufs qui ne convolent à de secondes noces. »e
Les curés de la vallée se plaignent qu’il n’ait pas d’offrande. Il était d’usage, dans les temps de longue pluie pendant la belle saison, de se cotiser pour acheter un veau qui se vendait le dimanche à la sortie de la Grand’messe sur la place publique ; le produit de cette vente était versé dans « le tronc des Âmes » afin d’être employé à la célébration de messes pour le soulagement des âmes du Purgatoire et ainsi d’obtenir un temps plus favorable.
Il est à noter que les « étrangers » au village ne viennent pas en dévotion et  très peu de gens  de la paroisse vont en pèlerinage dans les « paroisses étrangères ».
Les jours de noces étaient l’occasion d’agapes pour parents, amis et voisins. Le premier dimanche après le mariage, appelé « dimanche des repètails » était organisé un bal, donc il y avait « Danse ».
L’été, après les offices, quelques jeux de quilles s’installent au « Chef-lieu ». Il est rare que l’on joue « gros jeux », en général on joue « le canon de rouge », à l’exception du 15 août et du 8 septembre. À l’occasion de la fête de la Nativité, on lit : « Ce jour-là, il y a grande affluence d’étrangers. Outre les trois cabarets ordinaires, trois ou quatre chefs de famille se font autoriser pour tenir auberge….Le jeux des quilles dure deux ou trois jours, et on expose des sommes assez fortes….Les jours de l’Assomption et de la Nativité se passent en grande partie dans la dissipation et la jeunesse se livre aux amusements et à la danse. En un mot il n’y a pas de jours dans l’année où il se commette autant de désordres et de péchés. »
Beaucoup de « pauvres » habitent la paroisse. Les familles qui sont dans l’aisance, même médiocre, renvoient peu les « pauvres » sans leur donner le morceau de pain ou quelqu’autre chose.
Le Samedi saint, au soir, une « troupe » de jeunes gens, voire de chefs de familles, se réunissent afin d’aller, selon l’expression de la vallée du Borne, à la « Complainte ». Chaque « Bande » avait son Ménétrier : « Il y a danse dans plusieurs des maisons où l’on va ainsi demander des œufs qu’on va manger aux cabarets. Durant les « Fêtes de Pâques », Il y a danse dans certaines maisons ainsi, ces jours sont des jours de « ribotte ».
À l’automne, des réunions étaient organisées afin de « tailler » le chanvre. Bien que ces réunions soient réservées, normalement aux femmes, s’y trouvaient, malgré tout, quelques hommes. Ces soirées étaient considérées comme dangereuses et mauvaises car elles se terminaient toujours par des danses.
Le jour de la Saint  Antoine, les chevaux et juments étaient enfermés à l’écurie, ce jour-là  les animaux étaient soignés tout particulièrement, alors on bénissait le sel et l’avoine destinés au bétail.
La « complainte ».
Claude Gay, né en 1837, au hameau des Clefs (canton de Thônes), laisse une description de cette coutume telle qu’il l’a pratiquée lui-même dans sa jeunesse : « Dans les trois à quatre premières nuits de la semaine sainte, « grande semena », il y avait une habitude qui consistait à se réunir quelques garçons, pour aller chanter devant les maisons, toute la nuit, avec accompagnement de violon ; on ramassait les œufs, « ala complenta » (littéralement : aller à la complainte avec un grand panier). On chantait des couplets comme le suivant :
Réveille-toi peuple endormi

Sors de ton lit, prends tes habits (bis)

Apportez des œufs dans nos paniers.

S'il y a des filles à marier,

Nous vous prions de vous lever (bis)

Apportez des œufs dans nos paniers.
Alors on recevait des œufs, une demi-douzaine, une douzaine, des fois on donnait 10 sous ou 20 sous, et avec cela on faisait un diner à l’auberge ; on faisait une maîtresse omelette d’un demi-pied d’épaisseur, on vendait les œufs pour payer le vin ; souvent celui qui portait le panier faisait une maîtresse omelette en dégringolant les mamelons, la nuit, où des fois on n’y voyait rien on était obligé de prendre une lanterne » .

## Protection
Dès le XIIe siècle, date de la fondation de l'abbaye d'Entremont, sous le patronage de Notre-Dame de l'Assomption, l'église fut dotée, on ne sait ni comment, ni pourquoi, ni vraiment par qui, de reliques prestigieuses. Le vocable Notre-Dame-de-Tous-les-Saints semble tout à fait approprié.
On peut citer, entre autres, les saints : André, Augustin, Barthélemy, Blaise, Clair (très probablement Clair du Dauphiné), Étienne, Félix[Lequel ?], Guérin, Laurent[Lequel ?], Maurice, Grégoire, Marie-Madeleine et d'autres,.

## L'église et sa légende

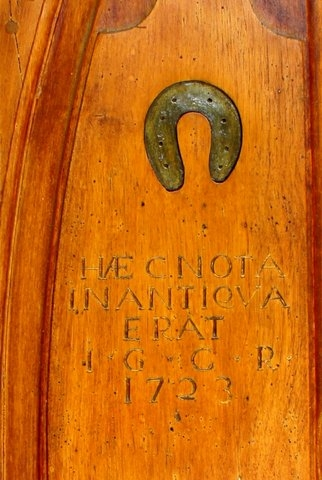
Vue du vantail de gauche marqué du fer à mulet et son inscription.

### Fer à mulet
La porte actuelle date de 1723 mais garde, sur le vantail de gauche, le souvenir d'un fer à mulet et l'inscription : « Haec nota in antiqua erat, i, g, c, r. 1723» (« de notoriété ancienne en 1723 »). Il semble bien que ce fer fut bien antérieur à la présente porte.
« Un soir, un mulet chargé d'un saint reliquaire, venant on ne sait d'où, conduit par on ne sait qui, vint heurter du pied à la porte du sanctuaire. Il devait être bien tard, le frère portier dormait d'un profond sommeil ; le mulet, perdant patience, frappa de plus belle, enfonça la porte, dans laquelle il laissa un de ses fers, et entrant dans l'église, y déposa son précieux fardeau. »,.
D'autres auteurs narrent la même légende de façon plus « romancée » prétendant que le mulet « effectua une génuflexion du plus bel effet ». Ce mulet venait de Rome et repartit vers on ne sait où.
Quoi qu'il en soit, le mulet aurait déposé la châsse de sainte Colombe qui venait de trouver un nouveau logis et qui demeure toujours en l'église.

### Sainte Colombe d’Entremont

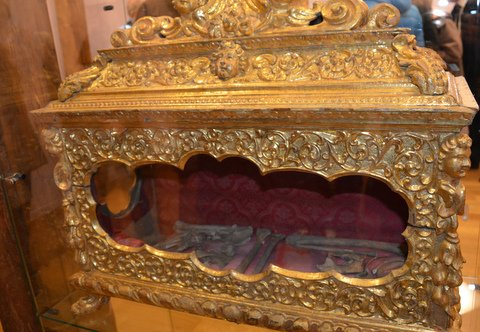
Châsse de sainte Colombe.

Le trésor d’Entremont comporte donc une châsse de bois doré finement ciselé, vitrée et qui laisse apparaitre le petit squelette, apparemment celui d’un enfant qui ne correspond pas exactement aux relations faites à propos des différentes saintes Colombe recensées. Certaines ont encore de nos jours leur châsse ailleurs qu’à Entremont.
Sainte Colombe de Sens, sainte Colombe de Cornouailles, bienheureuse Colombe de Rieti (Ombrie, Italie), sainte Colombe de Cordoue. Aujourd’hui quelque 53 localités et d’innombrables lieudits et fontaines sont répertoriés en France.
Arnold van Gennep au sujet de Cons-Sainte-Colombe, près de Faverges (Haute-Savoie) nous dit : « Elle est la patronne d’une paroisse dite plus anciennement Cons, et ceci dès 1477 ; mais cette paroisse n’a précisément pas de reliques de la sainte. Pourtant, Cons-Sainte-Colombe a été vers le milieu du XVe siècle un réceptacle étonnant de reliques. Par donation du 3 avril 1477, noble Urbain de Vieugy, habitant de cette paroisse au mandement d’Ugine, lui légua non moins de trente et une reliques insignes, de sorte que la petite église en eut plus à elle seule que Chambéry et Annecy réunis. »
Van Gennep ajoute : « On est, à Cons-Sainte-Colombe et à Entremont, dans une sorte d’imbroglio de thèmes légendaires et hagiographiques vraiment étrange. ».
Ce trésor de l’église voit planer un mystère qui mérite largement la plus grande attention.

## Galerie de photos

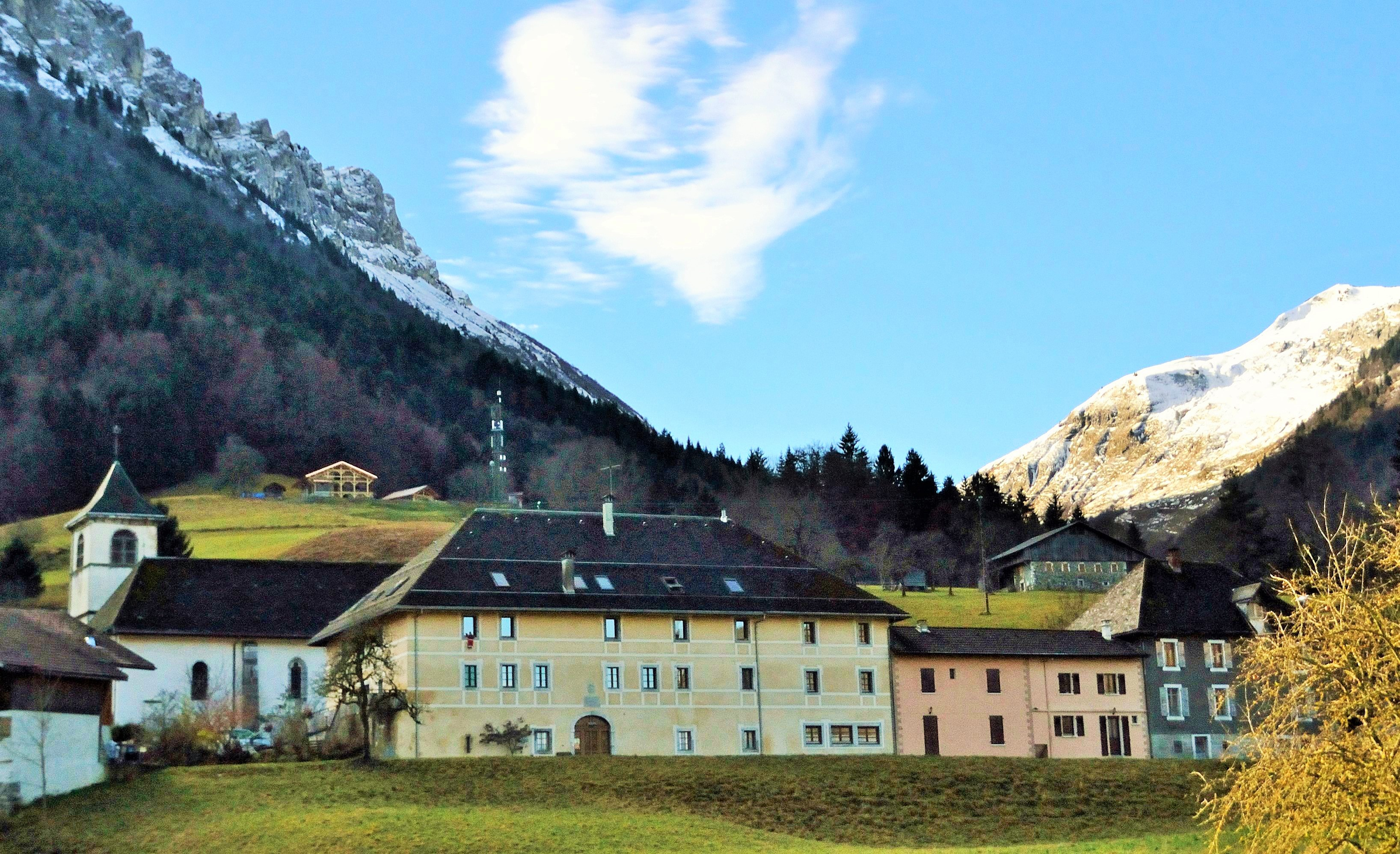
Abbaye et église (à droite, la "galerie Miléna").
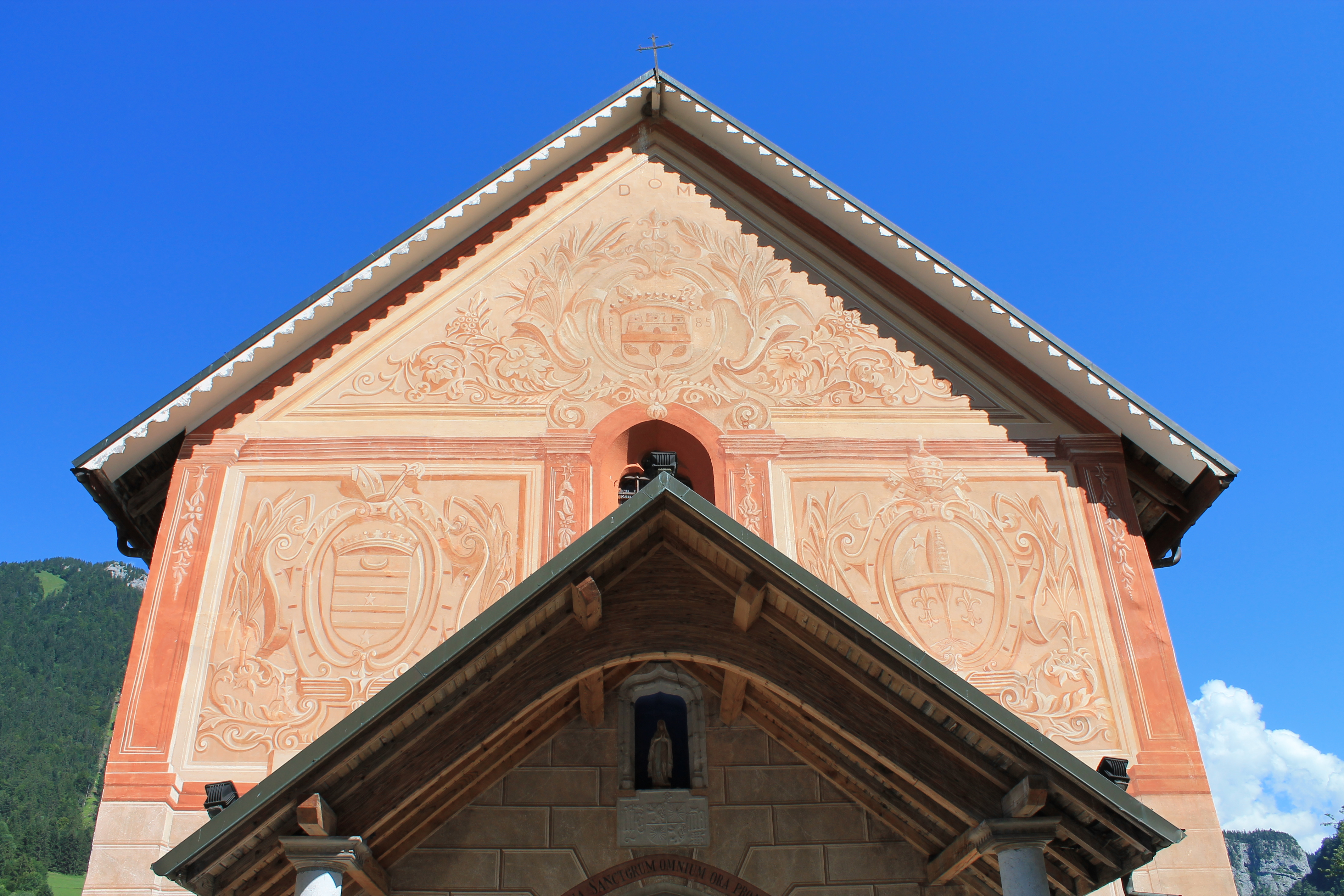
Détails de la façade de l'église
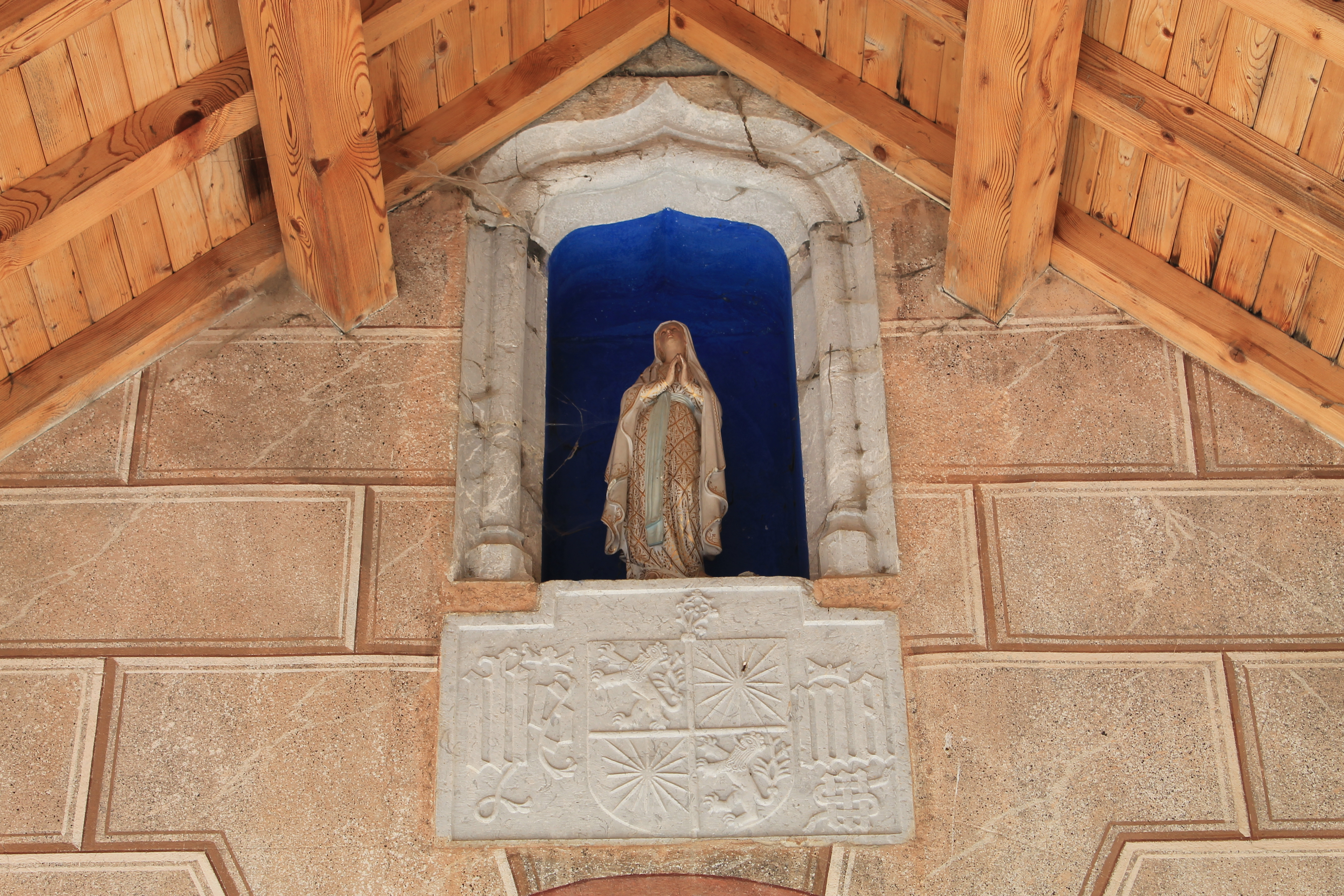
Détail de la Vierge située au-dessus de l'entrée
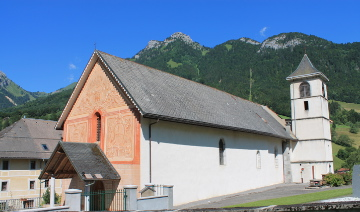
Profil de l'église
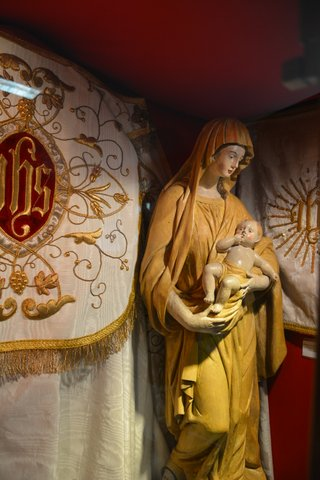
Chape paramentique de 1685 avec une statue de Notre Dame de la Gorge